# Герметизм
Гермети́зм (греч. Ερμητισμός; от греч. Ἑρμῆς, фр. Hermétisme, англ. Hermetism, Hermeticism), также герметика (от нем. Hermetik), или гермети́ческая филосо́фия — синкретическое религиозно-философское, магико-оккультное, теософское учение.
Течение эпохи эллинизма и поздней античности, близкое по духу к гностическим, изучавшее тексты с сакральными знаниями, приписываемые легендарной личности — мудрецу Гермесу Трисмегисту, от имени которого и произошло название течения.
Благодаря переводам текстов в XII и XV веках, в Средние века и период Возрождения герметизм становится доктриной (Ars Hermetica) европейских алхимиков и влияет на развитие европейской философии. Учение носило эзотерический (скрытый, открытый только избранным) характер и в практическом своём изложении сочетало элементы популярной древнегреческой философии, халдейской астрологии, персидской магии и древнеегипетской, позже греческой и арабской, алхимии. Герметизм оказал влияние на такие направления эзотеризма, как сабеизм, мандеизм, суфизм, розенкрейцерство, масонство, мартинизм, оккультизм, теософия, традиционализм, некоторые направления нью-эйдж, а также на кеметизм и др.
В широком смысле герметизм, или герметицизм (англ. Hermeticism), а также герметическая философия (герметические науки, герметическое искусство) — конгломерат эзотерических традиций Запада, включающих в себя мистико-философские, алхимические, астрологические, магические и мантические учения и тексты.
Согласно введённой терминологии Антуаном Февром, адепт учения Гермеса Трисмегиста именуется герметицист — этот термин относится к обоим понятиям, частному и общему; только контекст указывает, какое из них верное. В узком смысле иногда используется герметист или герметик.
Согласно собственной традиции, герметизм — это учение о высших законах природы, подчиняющейся как принципу причинности, так и принципу аналогии. Сторонники герметизма считают, что в силу принципа аналогии понимание той или иной причинной связи может дополняться магическим воздействием на действительность собственных желаний адепта тайного учения.
Отсюда герметический — сокровенный и в обыденном смысле герметичный — закрытый плотно, наглухо.
Другое слово, связанное с понятием герметизм и вошедшее в общественное употребление, — герменевтика — имеет противоположное значение, как «искусство толкования» текстов.

## Герметизм как религия

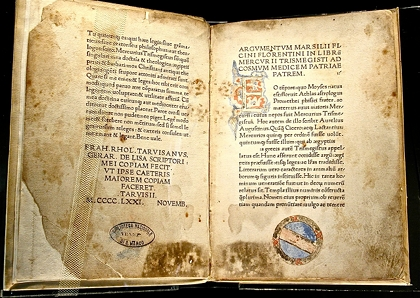
Первое издание Герметического корпуса на латинском языке

Далеко не все герметисты имели отношение к религии, некоторые из них рассматривали только философскую систему герметизма.
В герметической религии высшее божество, или Принцип, именуется богом, Единым или Всем. Многие герметисты также ставили в один ряд их веру и мистические идеи других религий, таких как христианство, буддизм, иудаизм, ислам, и основную линию язычества, поскольку придерживались взгляда, что все великие религии имеют единое сердце, схожи своими мистическими истинами и содержат долю понимания эзотерических принципов герметизма.

### Древние религиозные и философские тексты
Несмотря на то что многие герметические работы приписываются Гермесу Трисмегисту, по словам Климента Александрийского, его авторству принадлежат сорок две работы, в то же время Ямвлих говорит о 365 000 герметических книг, но достоверных сведений о количестве герметических рукописей нет.
Сохранились и известны следующие трактаты:
Герметический корпус — трактаты этого собрания были написаны с I по IV вв. н. э. Он состоит из шестнадцати книг, представляющих собой диалоги Гермеса, иногда весь корпус называется по наименованию первого из трактатов — Поймандр. Отличительной чертой этого трактата является то, что в нём Гермес выступает в роли ученика Поэмандра, в то время как в остальных трактатах «Герметического корпуса» Гермес является учителем для своих учеников Асклепия, Тата и Амона. Герметический корпус, вероятно в иной последовательности и более объёмный, в средние века находился в общине сабеев, в XI веке попал в Византийскую библиотеку и был заново собран Михаилом Пселлом, в 1464 году был привезён агентами Козимо Медичи, в 1471 был переведён с греческого языка на латынь Марсилио Фичино. До этого перевода из состава герметического корпуса пропал как минимум один трактат. Существуют также отдельные фрагменты и части герметических текстов, которые были обнаружены в цитатах христианских и языческих апологетов, в «Антологии» Стобея и в VI кодексе Библиотеки Наг-Хаммади.
Асклепий — латинский трактат, приписываемый Гермесу Трисмегисту, ранее ошибочно Апулею. Представляет собой диалог Гермеса Трисмегиста с Асклепием и содержит описание творения мира и иерархии богов. Для магии особое значение имеет фрагмент, где Трисмегист указывает на то, что человек может творить богов из изваяний (идолов), в которые можно заключать души демонов посредством церемоний. Греческий текст не сохранился, но цитируется Лактанцием, который передаёт название трактата как «Совершенное слово» (лат. Sermo Perfectus). Дошедший до настоящего времени латинский текст был написан до IV в. н. э., поскольку именно он цитируется Августином в трактате «О граде Божьем». В 1945 г. возле Наг-Хаммади среди гностических манускриптов был найден текст на коптском языке, который в некотором смысле можно считать переводом большой подборки из середины «Асклепия». Этот текст значительно отличается от латинского, но сходен с ним по содержанию и способу расположения.
Дева, или зеница мира — в герметических текстах IV в. н. э. Гермес и его близкие ученики упоминаются как уже ушедшие из этого мира. В диалогах теперь главные герои Исида, ученица Гермеса Трисмегиста (в египетской мифологии ученица или дочь бога Тота) и её сын Гор, чьи имена по традиции были заимствованы из египетской эллинизированной мифологии. Считается, что использование этих имен, наряду с упоминанием в текстах Осириса, было связано с возвращением популярности мистерий Исиды и Осириса. Также об этом свидетельствует Табличка Бембо, предположительно герметического происхождения, и Стела Меттерниха как пример культа Гора, связанного с культом Тота. До нас дошли следующие фрагменты герметических трактатов с участием Исиды и Гора: Дева, или зеница мира, Исида Прорицательница своему сыну Гору, Речь Исиды к Гору. Дева, или зеница мира — самый большой по объёму, а также имеет собственную концепцию космологии и антропогонии, отличную от концепций, изложенных в Поймандре.
Изумрудная скрижаль Гермеса Трисмегиста — небольшой текст, который является первоисточником известной оккультной аксиомы: «То, что находится внизу, аналогично тому, что находится наверху». Говоря по-другому, микромир подобен макромиру, то есть законы гравитации, строение атома, структура внутреннего мира атома подобны структуре строения тела человека и вселенной. Изумрудная скрижаль также намекает на тройственный закон и тройственную достоверность, за владение знанием о которых Гермес и получил своё имя Трисмегист. Легенда сообщает, что Изумрудная скрижаль была найдена Александром Великим или Аполлонием Тианским в Хевроне, в гробнице Гермеса.

### Средневековые герметические тексты
Золотой трактат Гермеса Трисмегиста — алхимическое сочинение, ложно приписываемого пророку и философу Гермесу Трисмегисту. «Tractatus Aureus» можно перевести как «Золотой трактат». Среди многочисленных упоминаний имени и сочинений пророка есть множество фрагментов, связанных с алхимией, в частности в трудах Зосима Панопольского, Синесия Киренский, Олимпиодора (VI в.), а также у многих других авторов. По-французски этот трактат назывался «Les sept chaptires» (фр.) — «Семь глав» Гермеса состоит из семи частей, повествующих о делании философского камня.

Пикатрикс — средневековый манускрипт по астрологии, практической магии и талисманам, называемый также гримуаром; сборник текстов на арабском языке неизвестного автора или авторов, составленный в середине XI века, между 1047 и 1051 годами на территории Испании.
В 1256 году, по приказу кастильского короля Альфонсо Мудрого, сборник был переведён на испанский язык, а с него — на латынь. Латинский перевод способствовал распространению герметических идей в период средневековья, при том что никогда не публиковался; сохранился в нескольких рукописях XV—XVII веков, находящихся в европейских библиотеках. Арабский философ Ибн Хальдун (1332—1406), критически изучавший «Цель мудреца» («Пикатрикс»), назвал сборник самым полным и лучшим трактатом по магии, приписывая ошибочно авторство учёному-математику Масламе аль-Маджрити (ок. 950—1008). В Пикатриксе также существуют отсылки к трактатам позднеантичного герметизма, в частности к апокалипсису из Асклепия.

### Герметические трактаты Возрождения и Нового времени
Чаша Христа и кратер Гермеса — характерным памятником ренессансного герметизма является созданный в последнем десятилетии XV в. диалог «Кратер Гермеса». Его автор Лодовико Лаццарелли прямо декларировал согласие наставлений Гермеса Трисмегиста теперь уже с учением христианства, дабы иметь возможность прибегать к обоим источникам, и недвусмысленно отождествлял Христа с герметическим Поймандром (буквально — Пастырем мужей), предлагая в имени, а значит, и в речах одного подразумевать другого. Этот диалог был опубликован в 1505 г. в Париже вместе с другими герметическими текстами французским гуманистом и издателем Жаком Ле-февром д’Этаплем, ещё прежде, в 90-е годы XV в., составившим краткие комментарии к «Герметическому своду». Ссылки на труд Лаццарелли встречаются в сочинениях ряда мыслителей первой половины XVI в., особенно часто — у Агриппы Неттесгеймского. Сам Лаццарелли перевёл пятнадцатый трактат «Герметического свода», отсутствовавший в рукописи, которой пользовался Фичино; его опубликовал Симфориан Шампье в Лионе в 1507 г.

### Верования герметистов
Герметизм объединяет в себе пантеизм, монотеизм, политеизм, панентеизм в пределах собственной системы верований, близок к таким учениям, как неоплатонизм и гностицизм. Учит, что существует Единый или Первопричина, частями которой является всё во вселенной, в том числе и мы сами. Также герметизм подписывается под такими убеждениями, как существование богов, демонов, элементалей (обитателей первоэлементов) и великих учителей.
Большинство верований герметистов вытекает из семи принципов, уже упомянутых в связи с Кибалионом, поэтому дополнительно отметим лишь представления о реинкарнации, поскольку в герметизме есть упоминание этого явления: «О сын, через сколько тел мы должны пройти, через сколько верениц демонов, через сколько повторений и циклов звёзд, прежде чем мы устремимся к Единому?»

### Влияние герметизма на учения нового времени
Мэнли П. Холл, знаток оккультизма и герметизма, утверждал, что герметизм был предтечей трёх движений: движения иллюминатов, франкмасонства и движения розенкрейцеров.
Е. П. Блаватская, основатель теософского движения, относила герметическое учение к подлинным «эзотерическим учениям Гермеса, который — в качестве египетского ли Тота, греческого ли Гермеса — был у древних Богом Мудрости». С точки зрения Блаватской, «хотя и истолкованные некоторыми умными и пристрастными авторами как преподающие чистый монотеизм, герметические или трисмегистические книги являются, как бы то ни было, чисто пантеистическими».

## Герметические движения
- Fraternitas Rosae Crucis
- Fraternitas Rosicruciana Antiqua
- Lectorium Rosicrucianum
- А.М.О.Р.К.
- Братство внутреннего света
- Братство розенкрейцеров
- Герметическое братство Луксора
- Герметическое братство света
- Герметическое общество
- Мемфис-Мицраим
- Общество розенкрейцеров Англии
- Орден Альфа и Омега
- Орден Золотого и Розового Креста
- Орден Золотой зари
- Орден розенкрейцеров
- Орден Розы и Креста
- Орден храма Розового Креста
- Орден утренней звезды
- Слуги света
- Строители святилища
- Церковь света

## Представители герметизмаВозрождения
- Марсилио Фичино
- Джованни Пико делла Мирандола
- Джон Ди
- Генрих Корнелий Агриппа Неттесгеймский
- Роберт Фладд
- Парацельс
- Иоганн Валентин Андреэ
- Афанасий Кирхер
- Иоганн Кеплер
- Христиан Розенкрейц
- Джордано Бруно[14][15]

## Исследователи герметизма
- Исаак де Казобон
- Владимир Соловьёв
- Дж. Р. С. Мид
- Фаддей Зелинский
- Эрик Доддс
- Андре-Жан Фестюжьер
- Алексей Лосев
- Мирча Элиаде
- Фрэнсис Йейтс
- Николай Шабуров
- Роман Светлов
- Ваутер Ханеграфф
- Евгений Головин
- Николас Гудрик-Кларк
- Антуан Февр

### Переводы текстов
- Арабские версии «Изумрудной скрижали» Гермеса Трисмегиста: Псевдо-Аполлоний, «Сирр аль-Халика»; Джабир ибн Хайян, «Китаб Устукус аль-Усс ас-Сани»; Псевдо-Аристотель, «Сирр аль-Асрар» / Пер. с араб. и коммент. В. А. Розова // Бладел, К. ван. Арабский Гермес: от языческого мудреца до пророка науки. — СПб.: Изд-во «Академия исследований культуры», 2022. С. 373—376
- Асклепий. Герметический апокалипсис // Конец света. — М., 1998. — С. 303—305
- Герметическая космогония / Пер. с англ. Г. А. Бутузова. — СПб.: Азбука; Петерб. востоковедение, 2001
- Герметический венок из роз. — К.: Пор-Рояль, 2008
- Герметическая коллекция. Том I. Книги 1-3 / Уэсткотт У. У. / Пер. И. Бузлов. — Нижний Н.: Magic-Kniga, 2020.
- Герметический свод / Пер. А. К. // Вестник теософии. — СПб., 1911. — № 7—11.
- Герметический свод. Асклепий / Пер. О. Ф. Кудрявцев // Чаша Гермеса: Гуманист. мысль эпохи Возрождения и герметич. традиция. — М., 1996. — С. 40—57
- Гермес Трисмегист. Высокий герметизм / Пер. с др. греч. и лат. Л. Ю. Лукомский. — СПб.: Петерб. востоковедение; Азбука, 2001.
- Гермес Трисмегист и герметическая традиция Востока и Запада / Пер. сост. и комент. К. Богуцкий. — М.: Алетейа; Киев: Ирис, 1998. (Переизд. М.: Нов. Акрополь, 2012).
- Золотой трактат Гермеса / Пер. В. Н. Морозов // Гермес Трисмегист. Aureus tractatus. — СПб., 2006. — С. 291—314. — (Studia culturae; Вып. 9).
- Камбриэль, Луи-Поль-Франсуа. Курс герметической философии или алхимии в девятнадцати уроках / Пер. с фр. И. Калиберда. — Издат. решения, 2019. — 242 с. — ISBN 978-5-4496-8860-6
- Книга магов / Сост. В. Рохмистров. — СПб.: Амфора, 2009. — (Александрийск. б-ка).
- Книга Меркурия Трисмегиста о мудрости и силе Бога. Пимандер. В пер. на лат. Марсилио Фичино Флорентийского. 1471 г. / Пер. и коммент. М. Русборн.. — М.: Либроком, 2010.
- Книга рун (Liber Runarum) / Пер. с лат. и коммент. Е. Кузьмина. — СПб.: Изд-во «Академия исследования культуры», 2020. — 72 с. (Из кодекса латинской герметики).
- Лиможон де Сен-Дидье А. Т. Герметический триумф, или Победоносный философский камень / Пер. с фр. И. Калиберда. — М.: Издат. решения, 2017. — 202 с. — ISBN 978-5-4485-0074-9
- Мид Дж. Р. С. Трижды Величайший Гермес. — М.: Алетейа, 2000.
- Огдоада и Эннеада / Пер. А. Ровнер // Антология гнозиса. — СПб., 1994. — Т. 1. — С. 165—180.
- Пернети Дом Антуан-Жозеф. Мифо-герметический словарь. — К.: ИП Берёза, 2012.
- Пикатрикс / Пер. с лат., предисл. И. В. Харуна. — Нижний Новгород: ИП Москвичев А. Г., 2015. — 432 с. — ISBN 978-5-9906390-0-3
- Поймандр / Пер. с греч.: А. В. Семушкин // Человек как философская проблема. — М., 1991. — C. 249—255.
- Поймандр. Апокалипсис Асклепия / Пер. с греч. и лат.: Н. В. Шабуров // Знание за пределами науки: Мистицизм, герметизм, астрология, алхимия, магия в интеллект. традициях I—XIV вв. — М., 1996. — C. 20—26.
- Рэйкенборг Я, ван. Египетский первоначальный гнозис. Т. 1—4. — М.: Rozekruis pers, 2002—2003
- Рэйкенборг Я., ван. Изумрудная скрижаль и герметический свод Гермеса Трисмегиста. — Т 1—2. — М.: Амрита-Русь, 2004.
- Фестюжьер, Андре-Жан. Откровение Гермеса Трисмегиста. — I. Астрология и оккульт. знания. — М.: Велигор, 2018. — 624 с. — ISBN 978-5-88875-624-9
- Средневековый герметический трактат Книга двадцати четырёх философов / Вступ. ст., пер. с лат. В. Н. Морозова, М. В. Семиколенных, А. А. Элкера // Вестн. Ленингр. гос. ун-та имени А. С. Пушкина. — 2011. — Т. 2. — С. 35—40
- Страсбургская космогония / Пер. с греч. Ф. Ф. Зелинский // Соперники христианства. — М., 1996 — С. 87—92
- Тексты VI кодекса библиотеки Наг-Хаммади. // Русская апокрифическая студия. — 2001—2005.
- Центилоквиум Гермеса Трисмегиста / Пер. с англ. и лат. А. Сибалакова. — 2009.

### Исследования
- Антисери Д., Реале Дж. Гермес Трисмегист и Corpus Hermeticum в их исторической реальности и возрожденческой интерпретации // Западная философия от истоков до наших дней: От Возрождения до Канта. — СПБ.: Пневма, 2002.
- Богатырёва Е. Д. Герметическая философия и её влияние на западное общество: постановка вопроса /Mixtura verborum '2004: Пространство симпозиона: Сб. ст. / Под общ. ред. С. А. Лишаева. — Самара: Самар. гуманит. акад., 2004.
- Бойко А. В. Место магии в герметической традиции позднего средневековья // Проблема ценностей общества и личности в философии. — Курган, 2002. — С. 8—13
- Бойко А. В. Ранние традиции изучения герметизма // Методологические проблемы изучения культурных феноменов. — Курган, 2006. — С. 15—24
- Бутузов, Глеб. Герметическая традиция в России и Украине XVIII века // Cauda Pavonis. — Spring, 2000. — № 19-1.
- Визгин В. П. Герметизм, эксперимент, чудо: три аспекта генезиса науки нового времени // Философско-религиозные истоки науки. — М., 1997. — С. 88—141.
- Герметизм, магия, натурфилософия в европейской культуре XIII—XIX вв. — М., 1999. — 864 с.
- Герметизм — сокровенное учение Египта / Вступ. ст. и коммент. Е. Лазарева // Наука и религия. — 1993. — № 10. — С. 40—41
- Визгин В. П. Герметизм, эксперимент, чудо: Три аспекта генезиса науки нов. времени // Философско-религиозные истоки науки. — М., 1997. — С. 88—141.
- Визгин В. П. Герменевтическая традиция и научная революция: к новой интерпретации тезиса Френсис А. Йейтс // Государство, религия, церковь в России и за рубежом.2013. № 1. С. 92—100.
- Гайденко П. П. Христианство, герметизм и новоевропейское понимание природы // Наука и искусство в пространстве культуры. — СПб., 2004. — Вып. 1. — С. 7—29Издательство "Академия исследования культурыИздательство "Академия исследования культурыИздательство "Академия исследования культуры
- Йейтс Ф. А. Джордано Бруно и герметическая традиция = Yates F. Giordano Bruno and the Hermetic Tradition. University of Chicago Press, 1964. — М., 2000. — 528 с.
- Йонас Г. «Поймандр» Гермеса Трисмегиста. // Гностицизм. (Религии гнозиса) — СПб.: Лань, 1998.
- Герметизм // Кикель П. В. Философия. Учебно-методическое пособие. — Минск: БГПУ, 2001.
- Косарева Л. М. Герметизм и формирование науки: реферативный сборник. — М.: ИНИОН АН СССР, 1983. — 242 с.
- Косарева Л. М. Проблема герметизма в западных исследованиях генезиса науки. // Вопросы истории естествознания и техники. — 1985. — № 3. — С. 128—135.
- Кудрявцев О. Ф. Герметизм // Культура Возрождения: Энцикл: В 2 т. — Т. 1: А—К. — М.: РОССПЭН, 2007. — С. 427—424.
- Лосев А. Ф. История античной эстетики. Итоги тысячелетнего развития. — Кн. I. — М.: Иск-во. 1992. — С. 225—241.
- Лешкевич Т. Г. Герметизм — тайная мудрость древних // Эзотерическая философия от герметизма к теософии. — Ч. 1. Герметизм и «герметич. науки». — Ростов-на-Дону: Фолиант. 2002.
- Луняев Е. В. Герметизм в культуре: опыт изучения // Фундаментальные проблемы культурологии. — СПб., 2008. — Т. 3. — С. 151—175.
- Маак, Фердинанд. «Золотая цепь Гомера. Пособие, необходимое при изучении литературы Гермеса» / Пер. с нем. Е. Н. Гельфрейх. — Издат. решения, 2018. — 68 с. — (Сер.: «Масон. б-ка»). — ISBN 978-5-4493-3751-1
- Майе Ж.-П. О философском значении «Определений» Гермеса Трисмегиста // Ежегодник Армянского отделения Философского общества СССР, 1985. — Ереван, 1986. — С. 202—214. — На армян. яз. Рез. на рус.яз.
- Манандян X. Определения Гермеса Трисмегиста Асклепию // Вестник Матенадарана. — 1956. — № 3. — С. 287—314. — На армян. яз.
- Маковцев А. Герметизм как явление синкретической культуры // Начало. — СПб., 1996. — № 3/4. — С. 98—105.
- Мун, Беверли. Библиотека Наг Хаммади. Дискурс о восьмом и девятом // Антология гнозиса. Т. 1. — СПб., Медуза, 1994.
- Пантелеев А. Д. Два сокровенных знания: герметизм и гностицизм // Религиоведение и востоковедение. — СПб., 2005. — C. 253—258.
- Пахомов С. В. Герметизм // Энциклопедия эпистемологии и философии науки. — М.: Канон+, Реабилитация. И. Т. Касавин, 2009 — С. 308—309.
- Пингри Д. От Гермеса до Джабира и «Книги Коровы». // Pingree D. From Hermes to Jabir and «The Book Of The Cow» Magic and the Classical Tradition. — London; Turin, 2006. — P. 19—28.
- Польщиков Н. М. Некоторые формы «порогового» дискурса и гностико-герметическая традиция // Кануны и рубежи. — М., 2002. — Ч. 1. — С. 128—148.
- Пути Гермеса: Междунар. симпозиум. — М.: ВГБИЛ, 2009.
- Пути Гермеса. Обзор выставок во Флоренции Венеции Амстердаме и Москве. — Амстердам: In de Pelikaan; Москва: Колофон, Серия Гермес 15, 2008.
- Ребрик В. В. Герметизм и христианство: точки соприкосновения // Мера. — СПб., 1994. — № 2. — С. 14—24.
- Святополк-Четвертынский И. Введение в герметизм // Наука и религия. — М., 1993. — № 12. — С. 48—51.
- Семушкин А. В. Основные философемы герметизма // Вестн. / Рос. ун-та дружбы народов. Сер.: История и философия. — 1995. — № 2. — С. 86—94.
- Сидоренко Н. И. История философии науки: Герметизм и гностицизм: Лекция. — М.: ГРЭА им. Г. В. Плеханова, 2009.
- Сидоров А. И. Герметизм // Философский энциклопедический словарь. — М.: Советская энциклопедия, 1983. — С. 112. — 840 с.
- Странден Д. Герметизм: Сокровен. философия египтян. — СПб., 1914.
- Чаша Гермеса: Гуманистич. мысль эпохи Возрождения и герметич. традиция. — М., 1996. — 336 с.
- Шабуров Н. В. Герметизм // Новая философская энциклопедия / Ин-т философии РАН; Нац. обществ.-науч. фонд; Предс. научно-ред. совета В. С. Стёпин, заместители предс.: А. А. Гусейнов, Г. Ю. Семигин, уч. секр. А. П. Огурцов. — 2-е изд., испр. и допол. — М.: Мысль, 2010. — ISBN 978-5-244-01115-9.
- Сорокин Р. В. Проблема взаимоотношения герметизма и христианства в отечественной историографии // Время, событие, исторический опыт в дискурсе современного историка: XVI чт. памяти чл.-кор. АН СССР С. И. Архангельского, 15—17 апр. 2009 г. — Нижний Новгород, 2009. — С. 190—196
- Софронова Л. В. Герметизм и ренессансное учение о единстве древности. // Жебелевские чтения-4: Тез. докл. науч. конф., 30 окт. — 1 нояб. 2002 г. — СПб., 2001.
- Фестюжьер А.-Ж. Откровение Гермеса Трисмегиста. I. Астрология и Оккультные Знания. — М.: Велигор, 2018, 624 с. ISBN 978-5-88875-624-9
- Фестюжьер А.-Ж. Откровение Гермеса Трисмегиста. II. Астрология и Оккультные Знания. Книга 2. Космический Бог. — М.: Велигор, 2019, 544 c. ISBN 978-5-88875-693-5
- Фестюжьер А.-Ж. Откровение Гермеса Трисмегиста. II. Астрология и Оккультные Знания. Книга 3. Космический Бог. — М.: Велигор, 2020, 464 c. ISBN 978-5-88875-741-0
- Фестюжьер А.-Ж. Откровение Гермеса Трисмегиста. IV. Доктрины Души. — М.: ТД Велигор, 2020. 464 с.: ил. ISBN 978-5-88875-781-9
- Фестюжьер А.-Ж. Откровение Гермеса Трисмегиста. V. Неведомый бог и гнозис. — М.: Велигор, 2021, 458 с. ISBN 978-5-88875-912-7
- Фомин О. Образы герметического языка и алхимический бестиарий // Языки культур: Образ — понятие — образ. — СПб., 2009. — С. 349—360.
- Шабуров Н. В. «Герметический корпус» и проблемы нехристианского гностицизма // Россия и гнозис: Материалы конф., 25—26 марта 1997 г. — М.: Рудомино, 1998.
- Шабуров Н.В. Историография античного герметизма // Россия и гнозис: Материалы конф., 23 марта 1999 г. — М.: Рудомино, 2000.
- Шабуров Н.В Герметизм глазами христианских богословов IV—V вв. // Религиоведение. — Благовещенск, 2011. — № 3. — С. 11—21.
- Шабуров Н. В. Философия и миф в герметическом корпусе: (Corpus hermeticum I, VII, IX) // Из истории философского наследия древнего Средиземноморья. — М.: Институт философии АН СССР, 1989.
- Яворский Д. Р. Проблема целостности в ренессансном герметизме: (Социокультур. аспекты) // Человек в современных философских концепциях. — Волгоград, 2007. — Т. 2. — C. 607—610.

на других языках
- Kevin van Bladel. The Arabic Hermes From Pagan Sage to Prophet of Science, Oxford University Press, 2009
- Boylan P. М. A. Thoth the Hermes of Egypt. A Study of some aspects of theological Thought in ancient Egypt. — Oxford — London — New-York, 1922.
- Broek R. van den, Hanegraaff W. J., Gnosis and Hermeticism from Antiquity to Modern Times. New York, 1998
- Bull Christian H. Ancient Hermetism and Esotericism //Aries — Journal for the Study of Western Esotericism 15, Brill, 2015 — p. 109—135
- Chambers J.D. Hermes Trismegistus. The theological and philosophical works. 1882
- Copenhaver B.P. Hermes Theologs: the Sienese Mercury and Ficino’s hermetic demons // Humanity and divinity in Renaissance and Reformation. — Leiden etc., 1993. — P. 149—182
- Ebeling Florian. The Secret History of Hermes Trismegistus. Cornell University Press, 2007
- Festugiere A.-J. Corpus Hermeticum. T. 1-4 — Paris, 1945—1954
- Festugière A.-J. La Révélation d’Hermès Trismégiste, vols. 1-4, Paris, 1950—1954
- Festugière A.-J. Hermétisme et mystique païenne. Paris. 1967. Le -Logos' hermetique. — REG LV, 1942.
- Festugière A.-J. Hermetica. // Harvard Theological Review, 1938
- Fowden G. The Egyptian Hermes: A Historical Approach to the Late Pagan Mind. Cambridge, 1986
- Gatti H. Giordano Bruno and Renaissance Science, Cornell Univercity Press, 1999.
- Gatti H. Frances Yates’s Hermetic Renaissance in the Documents Held in the Warburg Institute Archive, in: Aries: Journal for the Study of Western Esotericism. V., No 2. pp. 193–210, 2002a.
- Gatti H. The Natural Philosophy of Giordano Bruno. Midwest Studies In Philosophy, V. 26, Issue 1, pages 111—123, 2002b.
- Gonzalez Blanco A. «Hermetism: A Bibliographic Approach», ANRW II 17.4, 1984
- Jasnow, Richard Lewis; Karl-Theodor Zauzich. The Ancient Egyptian Book of Thoth: A Demotic Discourse on Knowledge & Pendant to Classical Hermetica. Wiesbaden, 2005
- Joosse P. An example of medieval Arabic Pseudo-Hermetism: Thetale of Salaman and Absal // J. of Semitic studies. — Manchester, 1993. — Vol. 38, N 2. — P. 279—293
- Hanegraaff Wouter J. Altered States of Knowledge: The Attainment of Gnōsis in the Hermetica. // The International Journal of the Platonic Tradition 2, Btill, 2008 — pp. 128–163
- Hanegraaff Wouter J. Better than Magic Cornelius Agrippa and Lazzarellian Hermetism // Magic, Ritual, and Witchcraft Volume 4, Number 1, University of Pennsylvania Press, 2009 — pp. 1–25
- Hanegraaff Wouter J. and Pijnenburg Joyce, Hermes in the Academy: Ten Years’ Study of Western Esotericism at the University of Amsterdam. University Amsterdam Press, 2009
- Hanegraaff Wouter J. How Hermetic was Renaissance Hermetism? // Aries — Journal for the Study of Western Esotericism 15, Brill, 2015 — pp. 179–209
- Mahe J. P. Hermetisme en Haute-Egypte. Vol 1-2 — Quebec, 1978. — 1982.
- Louis Menard. Hermès Trismégiste. Paris. 1807
- McMullin E. Bruno and Copernicus, Isis, V. 78, 1987.
- Nock A. D., Festugière A.-J. éds. Corpus Hermeticum, 4 vols. Paris, 1980
- Pietschmann R. Hermes Trismegistos nach agyptischen, griechischen und orientalischen Uberlieferungen. — Leipzig, 1875.
- Reitzenstein R. Poimandres. Studien zur griechisch-agyptischen und frtihchristlichen Literatur. 1904.
- Ruska J. Tabula Smaragdina. Ein Beitrag zur Geschichte der hermetischenLiteratur. — Heidelberg, 1926.
- Clement Salaman, Dorine Van Oven, William D. Wharton, Jean-Pierre Mahe. The Way Of Hermes. New Translations of The Copus Henneticum and The Definitions of Hermes Trismegistus to Asclepius. London, Inner Traditions International, 2000
- Salaman Clement. Asclepius The Perfect Discourse of Hermes Trismegistus. Bloomsbury Publishing Plc., 2007
- Scott Walter (and A. S. Ferguson). Hermetica. The Ancient Greec and Latin Writings, which Contain Religious and Philosophic Teachings Ascribed to Hermes Trismegistus. 4 vols. — Oxford, 1924—1936.
- Waite Arthur Edmund. The Hermetic Museum. London, 1893.
- Westcott W.W. Collectanea Hermetica vol 1-10. 1893—1896
- Westman R. S. Magical Reform and Astronomical Reform: the Yates Thesis Reconsidered, in Hermeticism and the Scientific Revolution, University of California Press, Los Angeles 1977.
- Zielinski T. Hermes und die Hermetik: 1. «Das hermetische Corpus» в «Archiv fur Religionswissenschaft», 8, Leipzig, 1905, с. 321—372; II.
- Zielinski T. «Der Ursprung der Hermetik» // Archiv fur Religionswissenschaft, Leipzig, 9, 1906, s. 25-60.
- Zielinski T. «Cosmogonie de Strasbourg», в «Scientia», Paris — Milan, 1939, с. 63-69, 13-121.